# Канакерська ГЕС
Канакерська ГЕС — гідроелектростанція у Вірменії. Знаходячись між Арзнинською ГЕС та Єреванською ГЕС-1 (44 МВт), входить до складу дериваційного каскаду на ресурсі з озера Севан, яке дренується річкою Раздан (ліва притока Араксу, який, своєю чергою, є правою притокою Кури, що тече до Каспійського моря).
У межах проєкту на Раздані звели невелику бетонну греблю, яка спрямовує воду до прокладеної по лівобережжю дериваційної траси Канакерської ГЕС, котра складається з каналів загальною довжиною 8,5 км та тунелів загальною довжиною 4,1 км. У підсумку ресурс надходить до верхнього балансувального резервуара об'ємом 150 тис. м3, з якого подається до машинного залу через чотири напірні водоводи.
Основне обладнання станції становлять шість турбін типу Френсіс — чотири потужністю по 12,5 МВт (живляться попарно через два водоводи) та дві з показниками по 25 МВт (кожна має окремий водовід). Гідроагрегати використовують напір у 169 метрів.
За проєктом річний виробіток електроенергії на станції мав становити 425 млн кВт·год електроенергії на рік. Утім, це досягалося використанням природних запасів озера Севан, що призвело до стрімкого зниження його рівня. На тлі спроб відновити озеро наразі Канакерська ГЕС продукує лише 110 млн кВт·год електроенергії на рік.
Видача продукції відбувається по ЛЕП, розрахованій на роботу під напругою 110 кВ.